# Ruud van de Ven
Rudolphus Antonius Johannes (Ruud) van de Ven (Maastricht, 25 juli 1922 – 22 juli 1991) was een Nederlands burgemeester.
Na het gymnasium ging hij rechten studeren aan Katholieke Universiteit Nijmegen waar hij in 1954 is afgestudeerd. In dat jaar ging hij als 'public relations officer' werken bij de gemeente Valkenburg-Houthem. In september 1956 werd mr. R.A.J. van de Ven benoemd tot burgemeester van de gemeenten Bunde en Geulle. Eind 1972 volgde zijn benoeming tot burgemeester van Wittem. Vanwege gezondheidsredenen ging hij daar in maart 1980 vervroegd met pensioen. Midden 1991 overleed Van de Ven op 68-jarige leeftijd.